# Holub bronzovokřídlý
Holub bronzovokřídlý (Phaps chalcoptera) je druh měkkozobého ptáka.
Vyskytuje se v jižní Austrálii a také na ostrově Tasmánie, a to konkrétně v tamních suchých lesích a pobřežních porostech. Živí se semeny travin i stromů, někdy také hmyzem. Snáší dvě vejce. Po vylíhnutí mláďat se v péči o ně střídají oba rodiče. V případě snesení dalších vajec během této doby o vylíhlá mláďata začne pečovat pouze samec, neboť samice se stará o inkubaci vajec.
Tento druh dosahuje délky 30 až 35 cm a váhy 300 až 500 gramů.

## Chov v zoo
V Evropě chová holuby bronzovokřídlé přibližně 30 zoo. Nejvíce jsou zastoupeni v německých zoo. V Česku tento druh chovají tyto zoo:
- Zoo Brno
- Zoo Hluboká
- Zoo Plzeň
- Zoo Praha

Na Slovensku tento druh chová Zoo Bojnice.

### Chov v Zoo Praha
První holubi bronzovokřídlí byli do Zoo Praha dovezeni v roce 1992. První úspěšný odchov byl zaznamenán v roce 2001. V roce 2018 se podařilo odchovat dvě mláďata. Na konci roku 2018 bylo chováno pět jedinců. V dubnu i květnu 2019 se narodilo po jednom mláděti. V červnu 2019 se vylíhla dvě mláďata. Do konce června 2019 tak bylo v pražské zoo úspěšně odchováno 9 mláďat a další dvě byla právě odchovávána. V srpnu a září 2019 přišlo na svět po jednom mláděti.